# Universidad Central de Venezuela

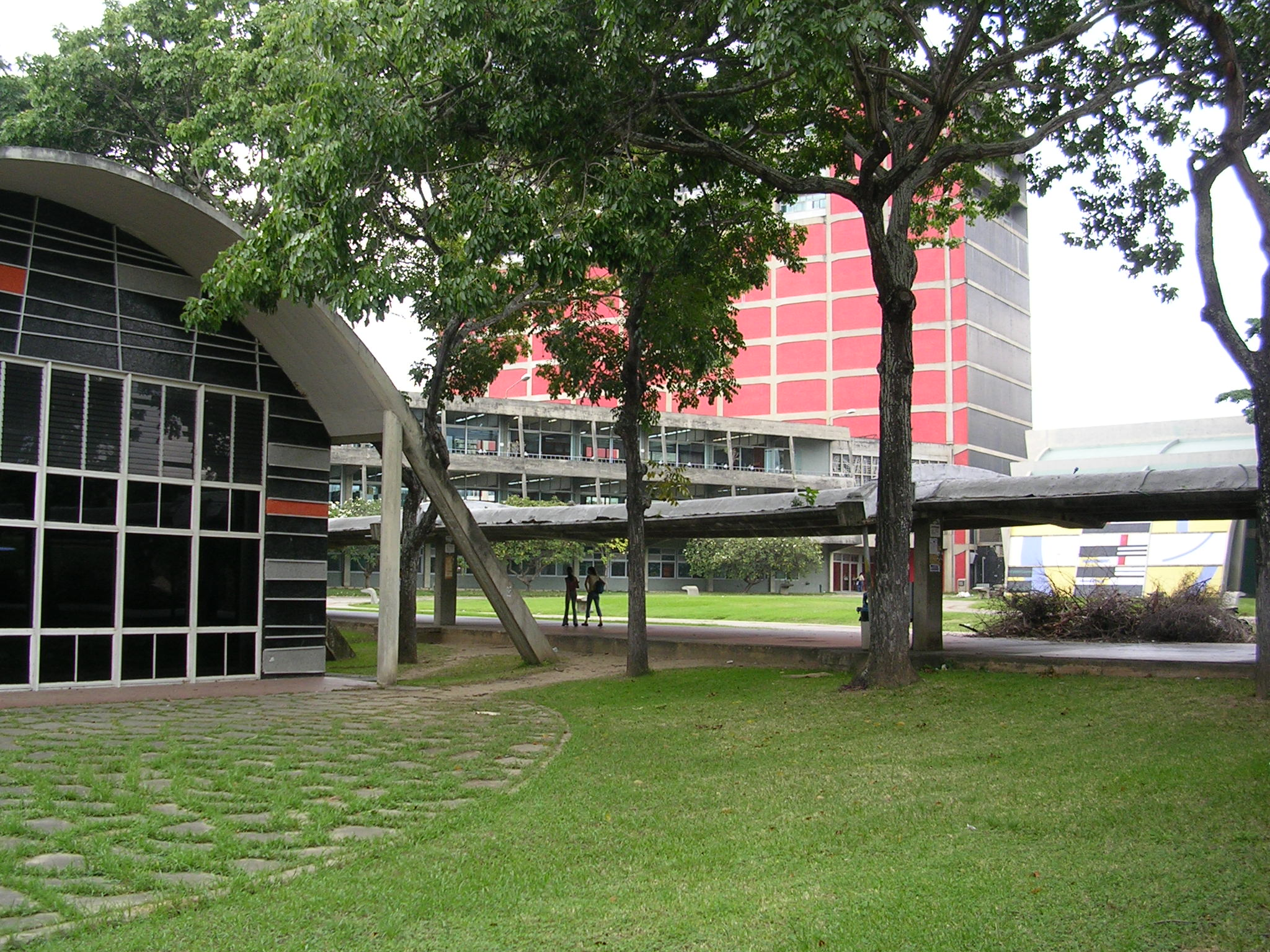
Bibliothek

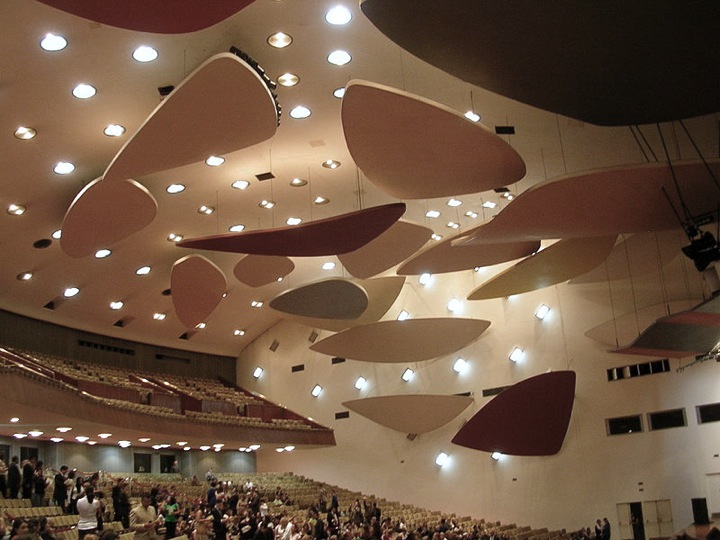
Auditorium maximum der Universität

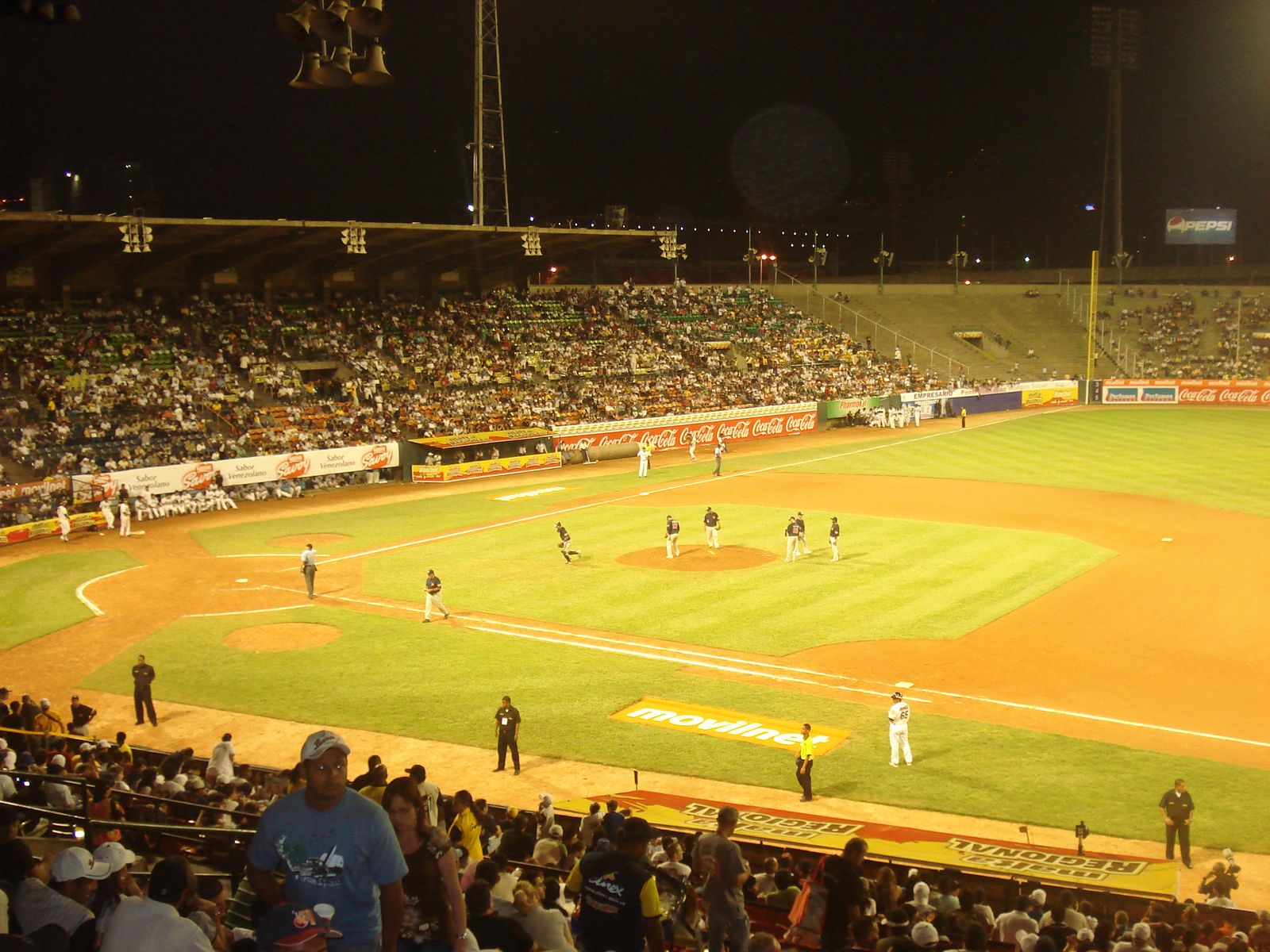
Estadio de Béisbol: Stadion der Universität

Die Universidad Central de Venezuela (UCV; deutsch Zentraluniversität von Venezuela) ist die größte Universität in Venezuela. Gegründet 1721, ist sie die älteste Universität des Landes und eine der ältesten in Amerika. Der Hauptcampus entstand nach einem Entwurf des Architekten Carlos Raúl Villanueva und wurde im Jahre 2000 durch die UNESCO zum Welterbe erklärt.

## Geschichte
Die Universität war mehrmals der Willkür von Diktatoren ausgesetzt. So ließ Juan Vicente Gómez sie von 1912 bis 1922 schließen, nachdem Studenten demonstriert hatten. Auch das Rektorat der Universität scheute sich nicht, 1936 gegen die Politik von Eleazar López Contreras selber Studentenproteste anzuführen. Auf Anweisung von Marcos Pérez Jiménez war die UCV ab 1952 mehrere Jahre geschlossen.

## Berühmte Studenten und Professoren (Auswahl)
- Raimundo Andueza Palacios (1846–1900), Politiker
- Juan Bautista Pérez (1869–1952), Politiker
- Andrés Bello (1781–1865), Jurist, Philosoph, Schriftsteller
- Rómulo Betancourt (1908–1981), Politiker
- Rafael Caldera (1916–2009), Politiker
- Rómulo Gallegos (1884–1969), Schriftsteller, Politiker
- Pedro Gual Escandón (1783–1862), Journalist, Jurist
- Antonio Guzmán Blanco (1829–1899), General, Politiker
- José Gregorio Hernández (1864–1919), Mediziner, Nationalheiliger Venezuelas
- Luís Herrera Campíns (1925–2007), Politiker
- Enrique ter Horst (* 1948), Politiker
- Raúl Leoni (1905–1972), Politiker
- Jaime Lusinchi (1924–2014), Politiker
- Francisco de Miranda (1750–1816), Offizier, Revolutionär
- Carlos Andrés Pérez (1922–2010), Politiker
- Juan Pablo Rojas Paúl (1826–1905), Staatspräsident
- Edgar Sanabria (1911–1989), Politiker
- Eckbert Schulz-Schomburgk (1921–2016), Agrikulturchemiker
- Germán Suárez Flamerich (1907–1990), Jurist, Politiker
- Arturo Uslar Pietri (1906–2001), Schriftsteller
- José María Vargas (1786–1854), Arzt, Schriftsteller, Politiker

### Ehrenprofessor
- Robert Wetzel (1898–1962), Mediziner, Anatom, Paläontologe, Prähistoriker